# Царьков Федір Філатович
Федір Філатович Царьков (1888, село Дєрєвенське Рязанської губернії, тепер Спаського району Рязанської області, Російська Федерація — розстріляний 13 травня 1938, місто Куйбишев, тепер Самара, Російська Федерація) — радянський діяч, голова виконавчого комітету Ленінградської обласної ради. Кандидат у члени ЦВК СРСР. Кандидат у члени ЦК ВКП(б) у 1930—1934 роках.

## Життєпис
Народився в родині робітника в селі Дєрєвенське Рязанської губернії (за іншими даними — в Санкт-Петербурзі). З 1902 по 1904 рік був учнем шпалерника кустарної майстерні в Санкт-Петербурзі. У 1904—1912 роках — токар на заводах «Парвіайнен», «Вулкан», «Франко-Російський» в Санкт-Петербурзі.
Член РСДРП(б) з травня 1906 року.
Брав активну участь у революційній діяльності, у 1907 і 1912 роках був заарештований.
У 1913—1917 роках — у російській армії, вахмістр кавалерії, учасник Першої світової війни. З лютого 1917 року брав участь в організації армійських комітетів. У 1917 році — голова полкового комітету, член дивізійного і корпусного комітетів російської армії.
Учасник Жовтневої перевоороту 1917 року в Петрограді, організатор червоногвардійських загонів на заводі «Новий Парвіайнен». Делегат II з'їзду Рад від армії.
З 1918 року — помічник коменданта революційної охорони Виборзького району Петрограда. З жовтня 1918 року — голова Виборзької районної ради Петрограда.
У 1919 році служив у Червоній армій, був комісаром зенітної батареї на фронті.
У 1920—1921 роках — завідувач цивільного відділу Виборзької районної ради Петрограда.
У 1921—1922 роках — начальник Петроградської робітничо-селянської губернської міліції.
У 1921 закінчив робітничий факультет Петроградського політехнічного інституту. З 1922 по 1925 рік навчався на економічному факультеті Петроградського політехнічного інституту, обирався секретарем партійного комітету.
У 1925 році — директор Ленінградського політехнічного інституту.
У 1925—1926 роках — голова Виборзької районної ради Петрограда.
У 1926—1927 роках — завідувач Ленінградського губернського відділу народної освіти. У 1927—1928 роках — завідувач Ленінградського обласного відділу народної освіти.
У 1928—1930 роках — відповідальний секретар Володарського районного комітету ВКП(б) міста Ленінграда.
У 1930—1931 роках — відповідальний (1-й) секретар Виборзького районного комітету ВКП(б) міста Ленінграда.
14 грудня 1931 — травень 1932 року — голова виконавчого комітету Ленінградської обласної ради.
У 1932—1933 роках — секретар Ленінградського міського комітету ВКП(б).
10 лютого 1933 — 1934 року — секретар Ленінградського обласного комітету ВКП(б) із постачання.
У 1934 році не працював за станом здоров'я, перебував на лікуванні. У приватних справах відвідав Париж, Лондон, Гамбург, був у Латвії.
З 1934 по травень 1935 року — 1-й заступник голови виконавчого комітету Куйбишевської крайової ради.
З 9 травня 1935 по 7 квітня 1937 року — голова Куйбишевської міської ради, голова виконавчого комітету Куйбишевської міської ради.
У квітні — липні 1937 року — секретар та член президії виконавчого комітету Куйбишевської обласної ради.
4 (або 15) липня 1937 року заарештований органами НКВС. Засуджений Воєнною колегією Верховного суду СРСР 13 травня 1938 року до страти, розстріляний того ж дня в місті Куйбишеві.
12 липня 1957 року посмертно реабілітований.